# Épaule en dedans
L'épaule en dedans est un exercice de deux pistes dans lequel le cheval se déplace latéralement après avoir été infléchi de la nuque à l'insertion de la queue. La partie convexe de l'inflexion est dirigée dans le sens de la marche ; l'avant-main précède l'arrière main de telle sorte que l'angle formé par le corps du cheval et la piste à suivre par les postérieurs soit toujours inférieur à 90°.
L'épaule en dedans peut être exécutée au pas, au trot et au galop. L'épaule en dedans au galop est délicate à exécuter et donc utilisée avec parcimonie. Elle n'est pas demandée en compétition, contrairement à l'épaule en dedans au trot.
L'épaule en dedans est un exercice fondamental de l'équitation classique.

## Historique
Cet exercice a probablement été imaginé par Newcastle qui fut le premier à en parler.
Giovanni Paolo d'Aquino, écuyer napolitain, qui fut maître d'équitation à l'Académie Delia de Padoue de 1636 à 1638, publie en 1630 Disciplina del Cavallo con l'uso del piliere, qui fut un des traités d'équitation les plus marquants du XVIIe siècle, dans lequel il préconise un exercice qui préfigure  l'épaule-en-dedans. Il s'agit d'un exercice similaire exécuté autour du pilier, et non sur un cercle, dans lequel les antérieurs se déplacent sur une piste intérieure, précédées légèrement par les épaules.  Contrairement à l'épaule-en-dedans, il n'est pas porté attention à la flexion latérale du cheval. On retrouve le même exercice dans les traités de Pluvinel et de William Cavendish. Selon d'Aquino, cet exercice est utile pour obtenir l'engagement de l'arrière-main, tout spécialement  « pour le cheval qui a une mobilité des hanches difficile et lente » en le rendant  « élastique et rapide ».
François Robichon de La Guérinière, écuyer français du XVIIIe siècle, a le premier décrit l'épaule en dedans telle qu'elle est pratiquée aujourd'hui. Il considère que grâce à elle « on verra venir de jour en jour et augmenter la souplesse et l'obéissance du cheval ». Pour lui, cet exercice subtil et efficace, nécessite de la délicatesse dans son application. C'est dit-il le « premier et dernier exercice ».
La mise au point de l'épaule en dedans au XVIIIe siècle a marqué un progrès très important dans l'utilisation du cheval de combat.

## Utilité de l'épaule en dedans
Comme tous les mouvements de deux pistes, l'épaule en dedans est d'abord un exercice d'assouplissement, d'étirement et de relaxation. Comme tous les mouvements latéraux, elle permet de développer et d'accroître l'engagement de l'arrière main du cheval et donc améliore le rassembler.
L'épaule en dedans provoque la flexion des hanches et des articulations sans contrainte. Le cheval se grandit naturellement. C'est ainsi la meilleure préparation aux appuyers. Par l'inflexion qu'elle provoque, elle permet l'engagement et le contrôle du postérieur interne, élément déterminant dans l'exécution des voltes et des pirouettes au galop. L'épaule en dedans peut ainsi être utilisée comme préalable à tous les mouvements nécessitant un engagement des postérieurs.
Elle permet de corriger un cheval qui est mal équilibré par la nature ou après avoir été mal monté. Elle soumet le cheval à la main car la jambe agissant dans le même sens que la main, oblige le cheval à accepter la tension de la rêne ; mais elle soumet aussi le cheval à la jambe car la rêne agissant dans le même sens que la jambe, oblige le cheval à comprendre et à accepter son action.
L'épaule en dedans est aussi un moyen puissant pour contraindre le cheval à obéir et à marcher dans une direction qu'il refuse de prendre, le cheval qui veut échapper à la direction indiquée par son cavalier se ployant toujours à l'inverse du pli qui lui est demandé. Elle permet aussi de stabiliser les chevaux lors des parcours d'obstacles. 
Pierre Pradier, qui se définit comme un « mécanicien passionné par la locomotion du cheval », considère toutefois que la nature même de l'épaule en dedans n'est pas d'obtenir l'abaissement des hanches, mais la définit comme « l'assouplissement apportant, entre autres, le maximum d'engagement sans abaissement des hanches dans la position incurvée »

## Exécution de l'épaule en dedans
L'épaule en dedans s'obtient d'un cheval incurvé et droit d'épaules et de hanches sur le cercle, le cavalier privilégiant l'action de la jambe intérieure pour aller de côté. Cette jambe agit à la sangle pour ne pas faire déraper les hanches par pressions molles. Le cavalier maintient les épaules du cheval sur une piste intérieure par rapport à celle suivie par les hanches. C'est un passage de coin qui se prolonge jusqu'au bout du grand côté du manège.
D'abord et avant tout, le cheval doit être dans l'impulsion et répondre à la jambe intérieure. La particularité du débutant c'est de ne pas se rendre compte que le cheval ne répond pas à sa jambe. Le cavalier expérimenté s'en rend compte et agit en conséquence. Agir en conséquence c'est titiller le cheval avec deux petits coups de stick très légers (le but est d'éveiller l'attention du cheval) et très rapprochés dès qu'il ne répond pas suffisamment à la jambe intérieure puis de recommencer jusqu'à ce que sa réaction soit suffisante. Sans réponse à la jambe intérieure, il est illusoire et surtout désespérant de demander une épaule en dedans, tout simplement parce que ça ne marche pas !
Ensuite :
Le tout premier mouvement à faire est d'amener l'épaule extérieure à l'intérieur à l'aide de la rêne extérieure. C'est seulement dans un deuxième temps que le cavalier donne le pli intérieur qui convient à sa monture.
On amène l'épaule extérieure à l'intérieur en fixant la main extérieure dans une traction parallèle à l'axe du cheval. Le défaut habituel des débutants est de tirer vers l'intérieur la main extérieure pour amener l'épaule à l'intérieur et même, souvent, à faire passer la main par-dessus le garrot. Après le passage du coin, on doit donc fixer la main extérieure et renforcer aussitôt l'action de la jambe intérieure par des pressions répétées du mollet à la sangle. Si l'action de la jambe ne suffit pas, une action répétée, rapide et légère du stick à l'arrière de la jambe permet de remobiliser le postérieur intérieur du cheval. Bien se souvenir que c'est la jambe intérieure, éventuellement aidée par le stick, qui crée l'incurvation, jamais la rêne intérieure. On peut, au début, agripper le tapis de selle avec sa main extérieure pour assurer sa fixité et éviter ses mouvements parasites comme les tractions vers l'intérieur.
Si les aides internes sont déterminantes, la rêne externe conduit les épaules et limite l'incurvation ; la jambe externe, légèrement reculée, interdit aux hanches de déraper et contrôle l'incurvation de l'ensemble. L'assiette du cavalier, par un appui sur l'étrier externe, incite le cheval à se déplacer latéralement .
Le rythme doit être suffisant afin que le cheval reste stable et décontracté : pour ne causer aucun dommage aux articulations, le cheval doit être décontracté. Ce travail avec un cheval contracté lui est physiquement préjudiciable. Le pas doit être lent et cadencé pour que le cheval puisse s'engager et fléchir ses articulations.
Selon le niveau de dressage du cheval, elle s'exécute sur trois ou quatre pistes. S'il y a trop d'angle, le cheval descend son garrot, perd de l'engagement et de la locomotion. L'obligité augmente progressivement avec l'habileté du cheval, de l'épaule en avant en phase d'apprentissage jusqu'à 40° au maximum.
À la fin du mouvement, le cheval doit se redresser de lui-même. L'y forcer serait une erreur psychologique car cela reviendrait à le contraindre à une position inverse de celle qu'on vient de lui demander. Un surcroit d'impulsion doit alors suffire à le remettre droit. 
La faute la plus fréquente est constituée par un cheval qui résiste à la main à cause d'un pli exagéré et qui tombe sur l'épaule intérieure. Le postérieur intérieur alors ne s'engage pas. Une trop forte traction de la main sur la rêne extérieure entraine une perte d'incurvation et une bascule de la tête du cheval.
Si l'épaule en dedans est bien exécutée, le cheval arrive au bout du grand côté plus souple et plus relaxé. Si elle est forcée, il y arrivera encore plus rigide.
Lorsque le cheval exécute correctement l'épaule en dedans au pas sur les grands côtés, on peut la lui demander sur le cercle. Le travail au trot peut être entrepris quand le cheval exécute l'exercice au pas sans difficulté.
Les demandes d'épaules en dedans doivent être entrecoupées par des temps au pas rênes longues, ou des temps au trot, bien droit, pour remettre le cheval en avant et le relaxer.

## L'épaule en dedans en compétition de dressage
L'épaule en dedans doit être réalisée au trot rassemblé. Le cheval est monté avec une légère incurvation autour de la jambe intérieure du cavalier, en maintenant l'engagement et la cadence, et avec un angle constant d'environ trente degrés avec la piste. L'antérieur intérieur du cheval passe et croise devant l'antérieur extérieur ; le postérieur intérieur avance sous le poids du cheval en suivant la même trajectoire que l'antérieur extérieur, avec abaissement de la hanche intérieure. Le cheval est plié à l'inverse de la direction dans laquelle il se déplace.
Dans tous les mouvements latéraux, le cheval est légèrement courbé et déplace ses membres sur des pistes différentes. L'incurvation et la flexion ne doivent jamais être exagérées afin de ne pas altérer le rythme, l'équilibre et la fluidité du mouvement.
L'allure doit rester libre et régulière, en maintenant une impulsion constante, tout en restant souple, rythmée et équilibrée. L’impulsion est souvent perdue à cause du cavalier qui cherche à trop plier le cheval et qui le pousser latéralement.
Dans leur notation d'une épaule en dedans, les juges apprécient notamment la régularité et la qualité du trot, l'incurvation et la stabilité de l'angle de déplacement, le rassembler, l'équilibre du cheval et la fluidité du mouvement.

## Paroles d'écuyers
Nuno Oliveira : « L'épaule en dedans, c'est l'aspirine de l'équitation: elle guérit tout. » ; « La pratique nous apprend qu'un cheval ne peut donner son dos avant d'avoir ployé ses côtes autour de la jambe intérieure. » ; « Contrairement à la règle suivant laquelle il faut engager les postérieurs avant d'entamer un exercice, l'épaule en dedans n'est pas un préalable, elle est une conséquence. »
La Guérinière : « Cette leçon produit tant de bons effets à la fois, que je la regarde comme la première et la dernière de toutes celles que l'on peut donner au cheval pour lui faire prendre une entière souplesse et une entière liberté dans toutes ses parties ».
Faverot de Kerbrech : « Dès que la mâchoire se raidit, arrêter dans la position oblique : décontracter et repartir, le moins de jambes et de main possibles ».